# Time-Flight
Time-Flight (Tiempo de vuelo) es el séptimo y último serial de la 19.ª temporada de la serie británica de ciencia ficción Doctor Who, emitido originalmente en cuatro episodios, dos por semana, del 22 al 30 de marzo de 1982.

## Argumento
La tripulación de la TARDIS, el Quinto Doctor, Nyssa y Tegan Jovanka, aún están de luto por la muerte de su acompañante Adric, cuando la TARDIS se materializa en el aeropuerto de Heathrow en el tiempo moderno y perturba los patrones de vuelo. Después de limpiar su nombre, el Doctor se enlista en el departamento C19 para buscar un Concorde perdido, el Golf Victor Foxtrot, y a su tripulación y pasajeros desaparecidos después de que desapareciera de repente al acercarse a Londres.
La tripulación y los pasajeros del Concorde falta creen en Heathrow pero son esclavizados para trabajar bajo guardia de Plasmatons, casi humanoide de la proteína por el campo psychokinetic. Un pasajero, profesor Hayter, ha visto a través de la ilusión y permite que el médico sabe que se han visto obligados a trabajar por el Kalid mística para entrar en una cámara central en una ciudadela cercana.Como el Doctor pone en marcha para ver Kalid, Shapley y Hayter intentan romper los otros seres humanos libres de la ilusión, mientras que Nisa con sus habilidades de emphathetic, es capaz de entrar en la cámara central libremente junto con Tegan para encontrar la fuente de poder controlar la campo Psychokinetic. Nyssa interrumpe brevemente la fuente de alimentación, que causa disfrazada de Kalid a tambalear, revela a sí mismo para el médico como el maestro. El maestro explica que él había sido atrapado en el pasado de la tierra después de su último encuentro, su TARDIS dañado y creyó que él podría reparar con la adquisición de la fuente de energía en la ciudadela; él creó los límites de tiempo para obtener esclavos humanos para ayudar a romper la cámara. Sin embargo, ahora con la TARDIS del Doctor en su posesión, el maestro pone en marcha en ella para tratar de materializar en la cámara central
El Doctor considera que los seres humanos han roto finalmente por la cámara, y que pronto se une a Nisa y Tegan dentro. Se cuenta que la fuente de alimentación es una inteligencia de gestalt de Xeraphin numerosos.Su nave se había estrellado hace algún tiempo, y para sobrevivir contra los niveles de radiación altos, tomaron la forma de energía en la gestalt. Sin embargo, cuando el maestro llegó, su presencia causó la gestalt para el desarrollo de una personalidad dividida, algunos dispuesta a ayudar al maestro mientras que otros luchan contra él. El maestro es incapaz de materializar la TARDIS del Doctor en la cámara pero en cambio lo usa para crear un bucle de inducción para transferir la gestalt en su TARDIS. De vuelta a su TARDIS, él encuentra que Stapley y Hayter se toman algunos de los principales circuitos en su intento para liberar a los otros e intento limpiar las partes de TARDIS del Doctor.El médico propone una tregua, proporcionando las piezas de repuesto incluyendo un limitador temporal, para reparar TARDIS el Máster a cambio de abandonar el campo psicoquinético. El maestro acepta y desmaterializa rápidamente cuando su TARDIS está listo. El médico marca el inicio de sus compañeros y los seres humanos liberados a uno de los Concordes y utiliza su TARDIS para traer de vuelta a la actualidad en Heathrow. Él revela que él programó el limitador temporal que el maestro llega más tarde de lo que hicieron y así es capaz de impedir que TARDIS el Máster rematerialising. En cambio, como el médico había programado, ahora será rematerializado en el planeta natal de Xeraphin, donde probablemente encontrará el maestro un penal por abusar de la gestalt. Después de despedirnos de Shapley, Hayter y los pasajeros rescatados, el Doctor y Nyssa irse, creyendo que puesto que consiguieron Tegan a Heathrow, no tiene intención de viajar con ellos ya. Tegan carreras fuera del aeropuerto como la TARDIS se desvanece, malestar al quedarse atrás

### Continuidad
En este episodio, el Doctor activa una característica de la TARDIS para colocar el interior de la nave derecho no importa la posición del vehículo por fuera. Nyssa dice que le hubiera gustado saber eso en Castrovalva. El Doctor menciona el nombre de UNIT de pasada al principio de la historia, y le reclutan por eso para encargarse de la situación del avión desaparecido. UNIT no vuelve a mencionarse de ninguna forma en la historia.
El Doctor desea haberse traído su bufanda, una prenda que su encarnación anterior llevaba continuamente. Cuando Nyssa y Tegan ven la imagen de Adric, se dan cuenta de que es una ilusión porque lleva puesta la medalla que el Doctor había destruido en Earthshock. Nyssa y Tegan también ven imágenes de Melkur, de The Keeper of Traken, y de un terileptil de The Visitation.

## Producción
| Episodio          | Fecha de emisión    | Duración | Espectadores en millones | Estado en el archivo  |
| ----------------- | ------------------- | -------- | ------------------------ | --------------------- |
| Episodio 1        | 23 de marzo de 1982 | 24:56    | 10,0                     | Cinta original en PAL |
| Episodio 2        | 24 de marzo de 1982 | 23:58    | 8,5                      | Cinta original en PAL |
| Episodio 3        | 30 de marzo de 1982 | 24:29    | 8,9                      | Cinta original en PAL |
| Episodio 4        | 31 de marzo de 1982 | 24:30    | 8,1                      | Cinta original en PAL |
| [ 1 ] [ 2 ] [ 3 ] |                     |          |                          |                       |

Los títulos provisionales de la historia fueron Zanadin, Xeraphin y Time into Flight (Tiempo en el vuelo).
Doctor Who fue el primer programa de televisión al que se le permitió filmar en el London Heathrow Airport. Respecto a los aeropuertos, el serial de 1967 The Faceless Ones se rodó y tení alugar en el Gatwick Airport. El Concorde utilizado en la producción era el G-BOAC, insignia de la flota BA. El registro se puede leer en la pantalla del radar en las escenas ATC. El otro registro, el G-BAVF, no era un Concorde, sino avión ejecutivo ligero Beechcraft 58 de doble motor.
Aunque Adric había muerto en el episodio anterior, el contrato de Matthew Waterhouse se extendía hasta el rodaje de Time-Flight, y esa fue la razón de introducir la imagen ilusoria de Adric en la segunda parte. La marcha aparentemente de Tegan nunca se pretendió que fuera permanente, sino una especie de cliffhanger para terminar la temporada. Regresó en el segundo episodio de la siguiente, historia, Arc of Infinity.